# ネムリブカ
ネムリブカ（眠鱶、Triaenodon obesus）はメジロザメ科に属するサメの一種。ネムリブカ属は単型である。小型で最大1.6m程度。細い体と短く幅広い吻、管状の前鼻弁、垂直の瞳孔を持ち、背鰭・尾鰭の先端は白い。インド洋と太平洋のサンゴ礁に生息する。底生で、主に深度8-40mで見られる。
メジロザメ類には珍しく、泳がなくとも呼吸することができる。日中は洞窟内で休むが、夜には集団で岩やサンゴの隙間を這い進んで探索し、硬骨魚・甲殻類・タコを捕食する。棲家をあまり移動せず、数年間に渡って同じ場所で休息する。卵胎生で、2年毎に1-6匹の仔を産む。妊娠期間は10-13ヶ月。好奇心が強く攻撃性は低いが、偶発的に人に噛み付いた例がある。食用とされるがシガテラ毒を持つ可能性がある。IUCNは保全状況を準絶滅危惧としている。

## 分類

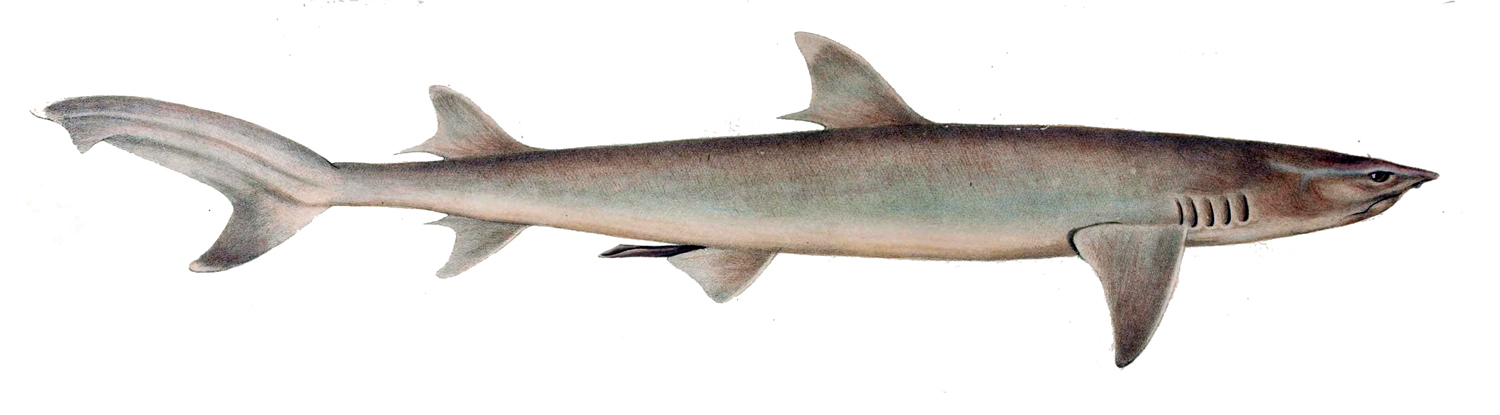
Systematische Beschreibung der Plagiostomen (1841) によるイラスト

1837年の Fische des Rothen Meeres（"紅海の魚"）において、ドイツの博物学者エドゥアルト・リュッペルによって Carcharias obesus の名で記載された。種小名 obesus は"肥満した"を意味するが、本種は細い体型であり、この命名は奇妙である。その後、1837年中に、ヨハネス・ペーター・ミュラーとヤーコプ・ヘンレは本種をギリシャ語の triaena（三叉戟）・odon（歯）に由来する新属 Triaenodon 属に移した。リュッペルはホロタイプを指定しなかったため、1960年にサウジアラビアのジッダで得られた31cmの個体がレクトタイプとして指定された。他の英名として blunthead shark, light-tip shark, reef whitetip shark, whitetip shark がある。
かつてはドチザメ科とされたこともあったが、完全な瞬膜を持つこと、尾柄の凹窩が明瞭であることから、メジロザメ科に属することは広く受け入れられている。メジロザメ科内部での位置については様々な仮説があるが、2012年の包括的な分子系統解析では、メジロザメ属内部に含まれるという結果が得られている。

## 分布

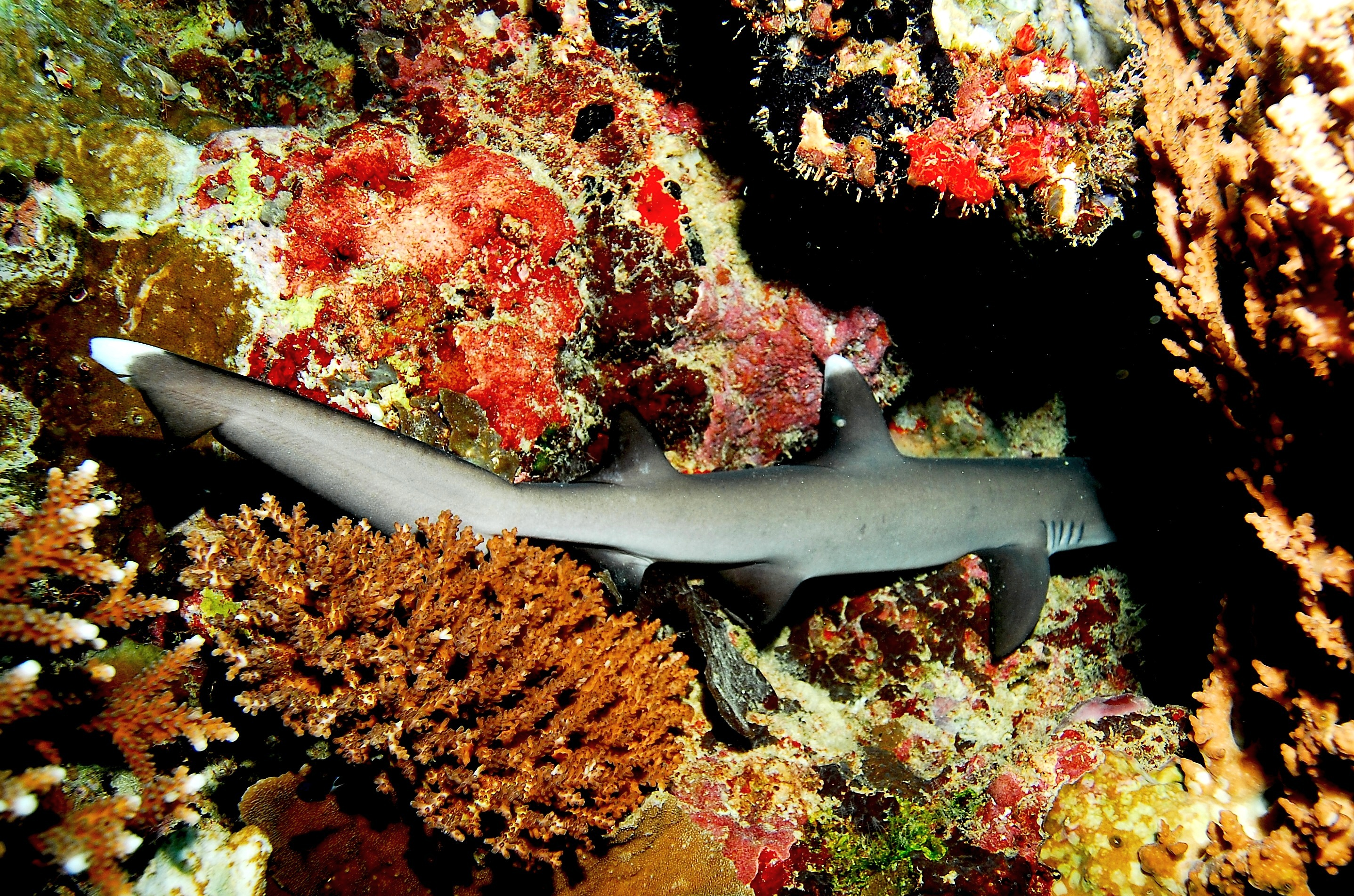
ほぼサンゴ礁にのみ生息する。

インド洋、太平洋の熱帯域に分布する。かつてはノースカロライナ州から得られた中新世の歯の化石から、大西洋にも分布したのではないかと推測されたこともあった。だが、その後この歯はネズミザメ目のものであるとされ、本種が大西洋に進出したことはないとされている。インド洋ではクワズール・ナタール州北部から紅海・インド亜大陸とマダガスカル・モーリシャス・コモロ諸島・セーシェル・スリランカ・チャゴス諸島。西太平洋では中国南部・台湾・琉球列島からフィリピン・東南アジア・インドネシア・オーストラリア北部、中部太平洋ではメラネシア・ミクロネシア・ポリネシアの島々から、ハワイ・ピトケアン諸島北部。東太平洋ではコスタリカからパナマ・ガラパゴス諸島に分布する。
ほぼサンゴ礁にのみ生息する。垂直の地形に近いサンゴの頂部や岩棚に多いが、砂地・礁湖・ドロップオフの近くでも見られる。澄んだ水を好む。水底から離れることは少ない。深度8-40mに最も多い。稀に1mより浅い場所に入ることもあり、琉球諸島では水深330mから得られたこともある。

## 形態

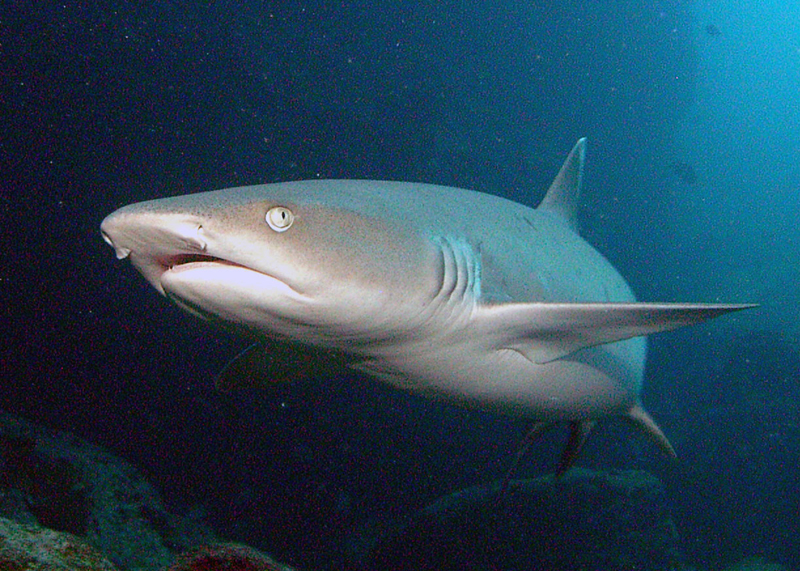
顔は特徴的で、幅広い吻、管状の前鼻弁、楕円形の眼と垂直の瞳孔を持つ。

比較的小型で、1.6mを超えることは少ない。最大で2.1mとされることがあるが、これは目視による推測であり疑わしい。最重で18.3kgの記録がある。体は細く、頭部は幅広く短い。吻は平たくて鈍く、鼻孔には管状に巻いた大きな前鼻弁がある。眼は小さく楕円形で、瞳孔は垂直に開く。眼の上には明瞭な隆起線があり、その後方にはよく小さな凹みがある。口は下向きに傾斜し、本種独特の"表情"を作り出している。口角には短い唇褶がある。歯列は上顎で42-50・下顎で42-48。各歯は細く滑らかな尖頭を持ち、1対以上のかなり小さな小尖頭が存在する。
第一背鰭は体の後方に位置し、胸鰭より腹鰭に近い。第二背鰭と臀鰭は大きく、第一背鰭の3/4程度の高さがある。胸鰭は幅広い三角形で、第5鰓裂の少し前方から起始する。2基の背鰭間に隆起線はない。尾鰭下葉は上葉の半分の長さで、上葉先端の後援には強い欠刻がある。皮歯は小さくて重なり合い、通常は7本の水平隆起を持つ。これが皮膚に滑らかな質感を与えている。背面は灰色から褐色、腹面は白で、体には個体ごとに異なる小さな暗点が散らばる。第一背鰭と尾鰭上葉の先端は明るい白である。第二背鰭と尾鰭下葉も同様に白くなることがある。

## 生態

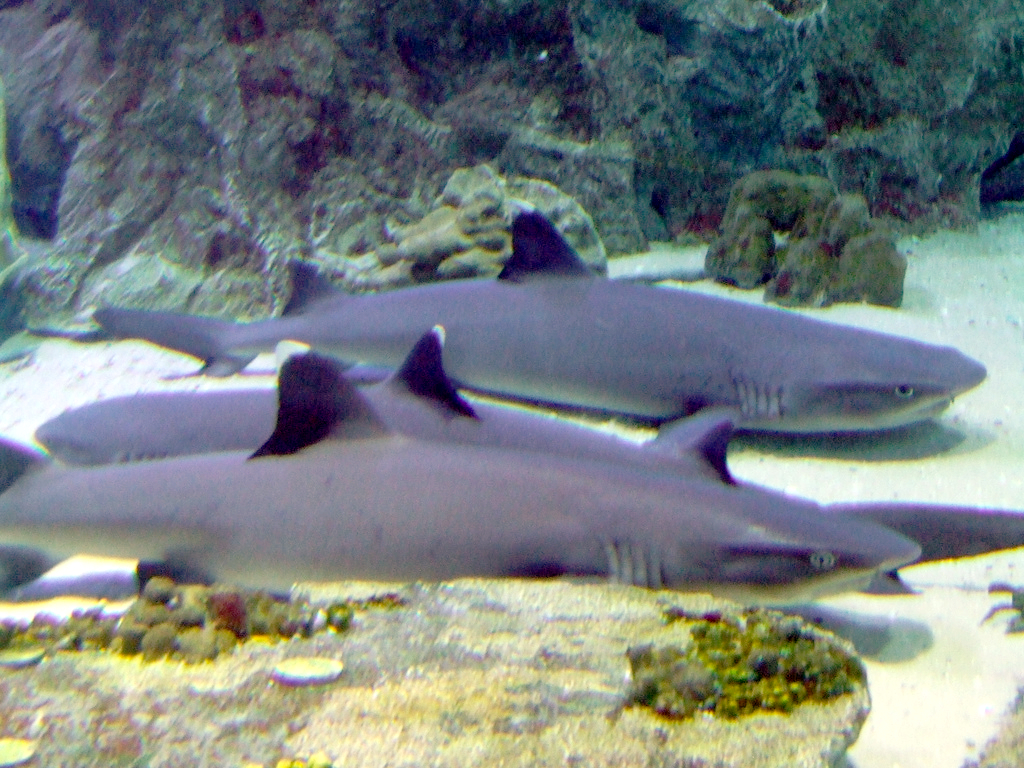
大部分の時間は水底で休息している。

ツマグロ・オグロメジロザメと並び、インド太平洋のサンゴ礁で最もよく見られるサメの一つである。本種はこれらの種と生息域が重なるが、ツマグロのように非常に浅い浅瀬に進出することもなければ、オグロメジロザメのように礁の外縁に進出することもない。泳ぎは体を強くうねらせるようにして行う。他のメジロザメ類と異なり、水底で静止していても鰓に水を出し入れして呼吸することができる。夜間や、潮の流れが止まる憩流時に最も活発になり、一日の大部分は洞窟内で、単独か小さい群れで、平行に並ぶか積み重なった状態で休息している。ハワイでは海中の溶岩洞を利用することがある。コスタリカではよく開けた砂地で休息している。
一般的には非常に狭い領域で生活し、長距離を放浪することは滅多にない。ジョンストン島での調査では、1年間で元の場所から3km以上移動した個体はいなかった。ランギロア環礁でのタグ付け調査では、3年後にも40%の個体が最初の捕獲と同じ礁に留まっていた。各個体は数ヶ月から数年に渡って同じ洞窟を利用すると見られる。日中の行動範囲は0.05km2程度に限られているが、夜間には1km2ほどの領域を泳ぎ回る。縄張りは持たず、他の個体と生活圏を共有する。メジロザメ類で見られる威嚇行動は行わない。
本種の捕食者として、イタチザメ・ガラパゴスザメと、生息深度が本種より多少深いが、ツマジロが重要である。タマカイの胃から80cmの本種個体が発見されたことがあるが、このハタは生息数が少なく、重要な捕食者ではないと考えられる。寄生虫として、カイアシ類の Paralebion elongatus とウミクワガタの一種 Gnathia grandilaris がある。日中は動かないが、この間にタキベラ属の Bodianus diplotaenia やハゼのElacatinus puncticulatus などの掃除魚による掃除行動が観察されている。奇妙なことに、7個体の本種が、掃除行動を行わないクラゲノミ科の端脚類の群れの中で、口を開けて鰓を広げた掃除時の姿勢をとっていたという報告がある。動き回る端脚類による機械的刺激が掃除魚の刺激と類似していたため、このような行動を誘発したのではないかと考えられている。

### 摂餌

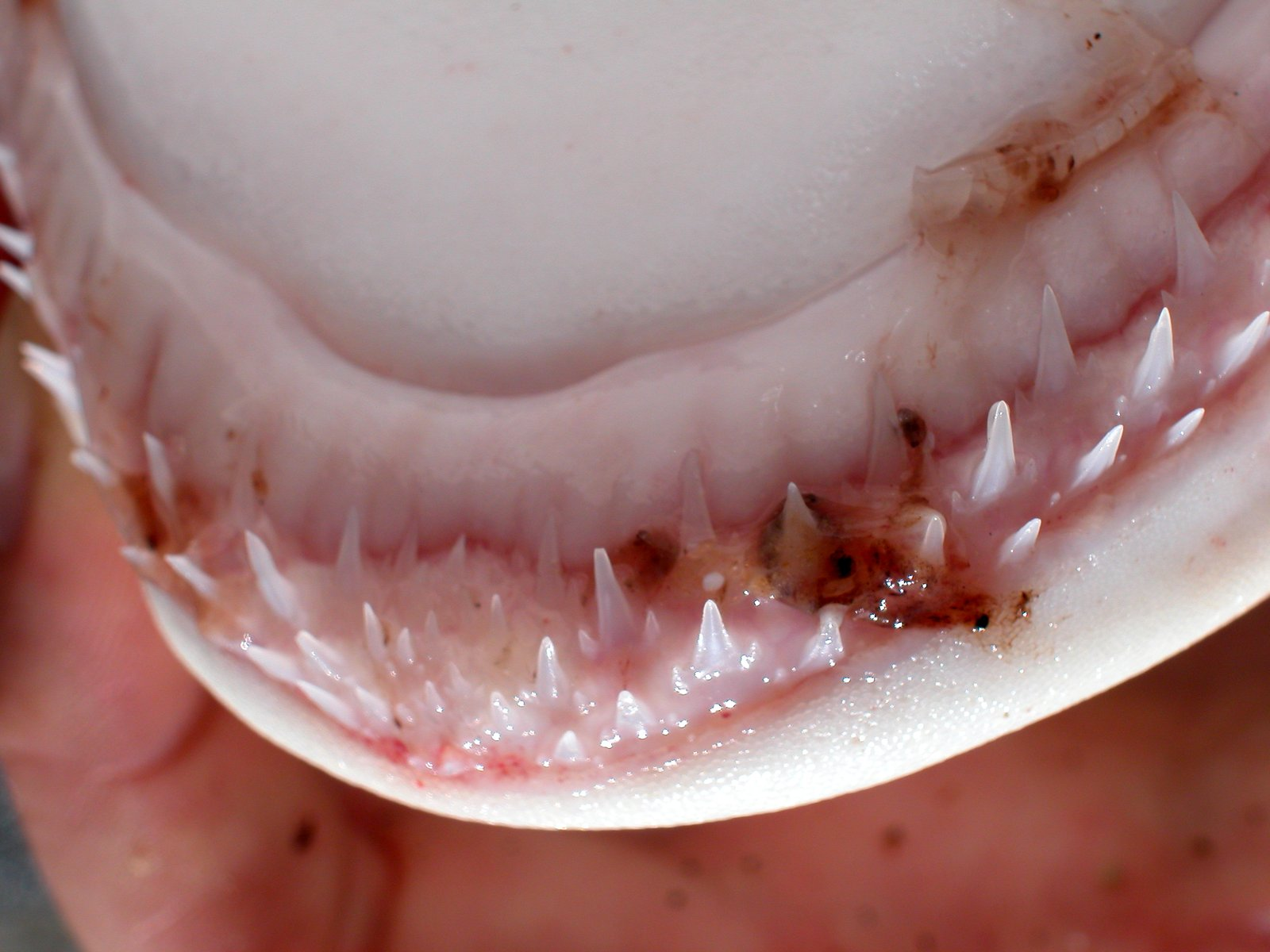
下顎と下顎歯

細くしなやかな体を持ち、岩の隙間や穴を這い進んで他のサメが利用できない獲物を捕食することができる。その代わり、開けた水中で獲物を捕えることは不得意である。餌は主に硬骨魚で、ウナギ・イットウダイ科・フエダイ科・スズメダイ科・ブダイ科・ニザダイ科・モンガラカワハギ科・ヒメジ科などである。同様に、タコ・イセエビ・カニも捕食する。優れた嗅覚・聴覚・電気感覚で獲物の信号を捉え、視覚は物体の形よりも動きとコントラストを捉えることに特化している。もがく魚の出す音と一致する25–100 Hzの低周波音に特に敏感である。
狩りは多くの魚が眠る夜間に行う。夕暮れの後、本種は集団でサンゴの隙間を探し回り、獲物を活発に追う過程でサンゴを折ることもよくある。複数の個体が同じ獲物を狙った場合、サンゴの頂部を中心に全ての脱出経路が塞がれるようなこともあるが、特に協力して狩りをするわけではない。ツマグロやオグロメジロザメと異なり、集団での摂餌中に興奮するようなことはなく、狂乱索餌も起こさない。日和見的に、昼間に狩りをすることもある。ボルネオでは、ドロップオフに集まって下からの水流で昇ってくる獲物を捕食する。ハワイでは、ハワイモンクアザラシを追ってその餌の横取りを試みる。餌なしでも6週間は生存できる。

### 生活史

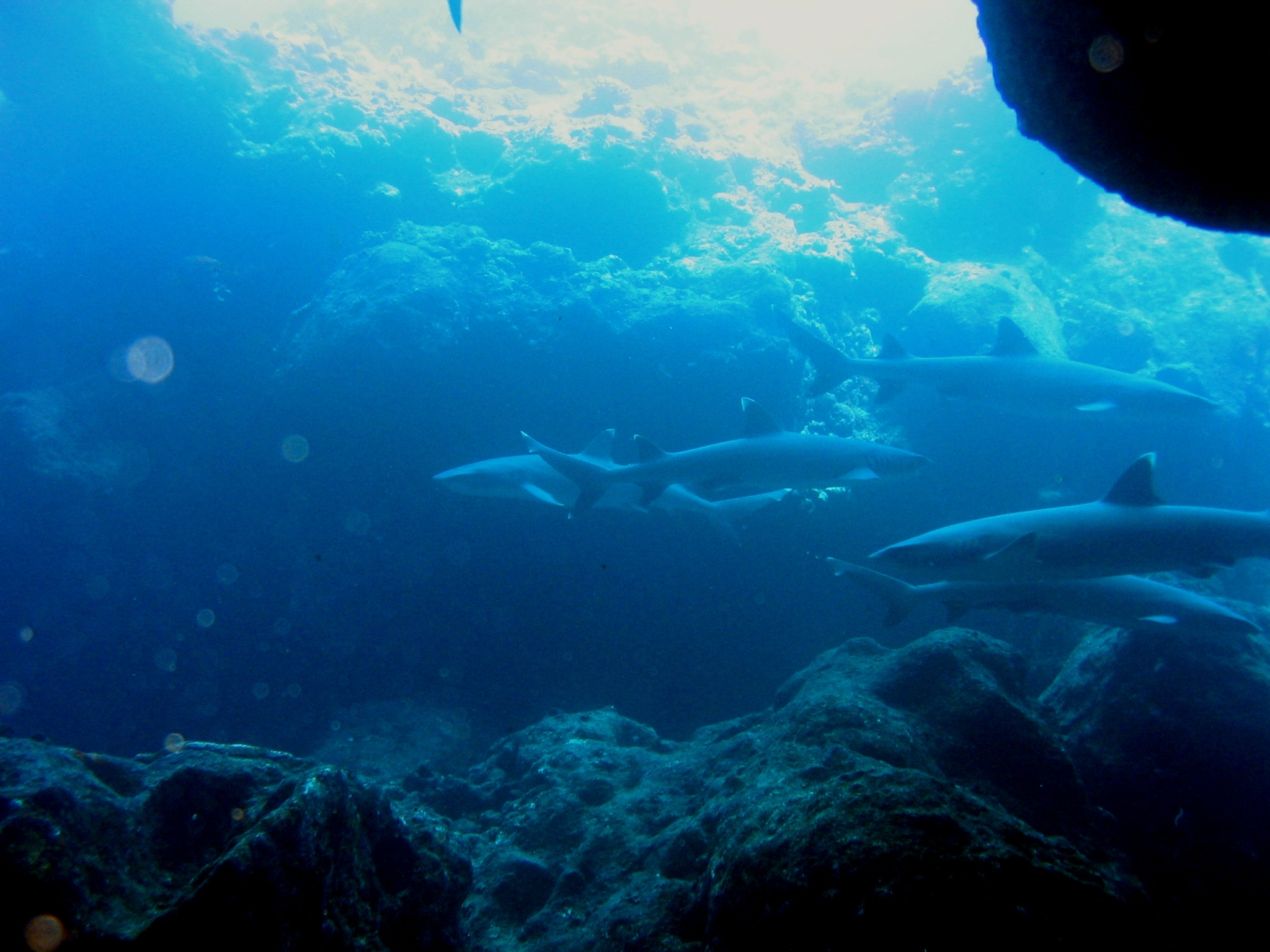
群居性である。

他のメジロザメ類同様に胎生で、卵黄を使い果たした胚は卵黄嚢を胎盤に転換する。成熟雌は左側の卵巣と両側の子宮が機能する。繁殖は2年毎に行われる。
交尾は5匹までの雄が雌の直後を追うことから始まり、雌の鰭や体に噛み付く。雌はおそらくフェロモンを用いて生殖可能であることを伝えている。各雄は雌の胸鰭に噛み付いて体を固定しようと試み、2個体の雄が左右の胸鰭に同時噛み付くこともある。体を固定すると雌は海底に沈み、すぐに雄（または複数の雄）は腹部の皮下にある siphon sac に精子を放出するための海水を導入して膨らませ、片側のクラスパーを反転させて前に向け、雌の総排泄孔への挿入を試みる。多くの場合、雌は尾を振り上げて腹を海底に押し付けることで抵抗する。これは雌の側に配偶者選択の権利があることを反映していると考えられる。雄は、雌の胸鰭に噛み付いている間は呼吸ができないため、交尾を試みられる時間は限られている。雌が交尾を受け入れた場合、雌雄は頭を並べて海底に押し付け、体を上に持ち上げた姿勢を取る。
妊娠期間は10–13ヶ月、産仔数は1–6（通常2-3）。産仔数は母体の大きさに影響されず、各雌は生涯に平均で12匹を出産する。出産は、フランス領ポリネシアでは5-8月（秋から冬）、エニウェトク環礁では7月（夏）、オーストラリアでは10月（夏）に行われる。雌は泳ぎながら、激しく体を捻って旋回することで出産する。1匹あたり1時間以内で出産は完了する。出生時は52-60cmで、成体よりも尾鰭の長さの割合が大きい。成長は他のメジロザメ類より遅く、新生児で16cm/年、成体では2-4cm/年である。8-9歳、全長1.1mほどで性成熟するが、モルディブでは95cmの成熟雄が捕獲されていることから地域によって差があると考えられる。グレートバリアリーフでは、寿命は雄で14歳、雌で19歳と計測され、最大寿命は25歳程度と推定される。2008年、ハンガリーのNyiregyhaza Centreで単為生殖によって1匹の仔が生まれた。これはサメの単為生殖としてウチワシュモクザメ・カマストガリザメに続く例である。

## 人との関わり
遊泳性のサメよりも攻撃性が低く、刺激しなければ安全だと考えられる。大胆で好奇心が強く、遊泳者を調べるために寄ってくることもある。だが、スピアフィッシングの獲物などは横取りを試み、その過程で人に噛み付いたこともある。いくつかの場所では、スピアガンの発射音やボートが下ろす錨の音などを餌の存在と関連付けて覚え、数秒で近寄ってくることもある。2008年の国際サメ被害目録は5件の攻撃を記録しており、その内3件は非挑発事例である。エコツーリズムの対象として適しており、慣れればダイバーの手からも餌を食べる。ハワイ神話においては、本種がサンゴ礁の特定の領域に居着く性質が、家系を守る動物型の祖霊である ʻaumākua 信仰に影響を与えている可能性がある。
パキスタン・インド・スリランカ・マダガスカルや、他の地域での漁業によって、延縄・刺し網・トロール網を用いて捕獲される。肉と肝臓は食用とされるが、シガテラ毒を含むことがあり、特に肝臓は毒量が多い。熱帯での規制されていない漁業による漁獲圧の増加によって、ここ数十年で個体数が減少していることから、IUCNは保全状況を準絶滅危惧としている。生息環境が限られ、移動力と繁殖力が低いことが、乱獲からの回復を難しくしている。グレートバリアリーフでは、漁業が行われている海域での個体数は、行われていない海域に比べ80%も減少している。さらに、漁業が禁止されていても、船の進入が許可されている海域では漁業区域と同等の個体数の減少が見られ、密漁によるものだと考えられる。統計モデルからは、追加の保全対策がなければ今後も6.6–8.3%/年の速度で個体数減少が続くことが示された。